# Kuća u Omišu, Knezova Kačića 12
Dvokatnica u Omišu, na adresi Knezova Kačića 12, nalazi se na trgu pred župnom crkvom. Glavno pročelje okrenuto trgu je osno koncipirano, a os simetrije naglašena je širokim portalom s lunetom u prizemlju. Portal je sastavljen iz dva dupla pilastra s bazom i polukapitelima koji nose plitko profilirani luk u čijem tjemenu je masivni tjemeni kamen u obliku volute s profilacijom. Glavno pročelje je ožbukano, a bočna pročelja su od nepravilnog kamena. Krov je trostrešan s četiri luminara, a pokrov je od kupe kanalice. Zgrada je građena u prvoj polovici 19. st. u oblicima jednostavnog provincijalnog klasicizma. Po svom smještaju i veličini jedna je od reprezentativnijih omiških zgrada iz tog vremena.

## Zaštita
Pod oznakom Z-5081 zavedena je kao nepokretno kulturno dobro - pojedinačno, pravna statusa zaštićena kulturnog dobra, klasificirano kao "javne građevine".